# Niptus ventriculus
Niptus ventriculus är en skalbaggsart som beskrevs av Leconte 1859. Niptus ventriculus ingår i släktet Niptus och familjen Ptinidae. Inga underarter finns listade i Catalogue of Life.